# Joop Odenthal

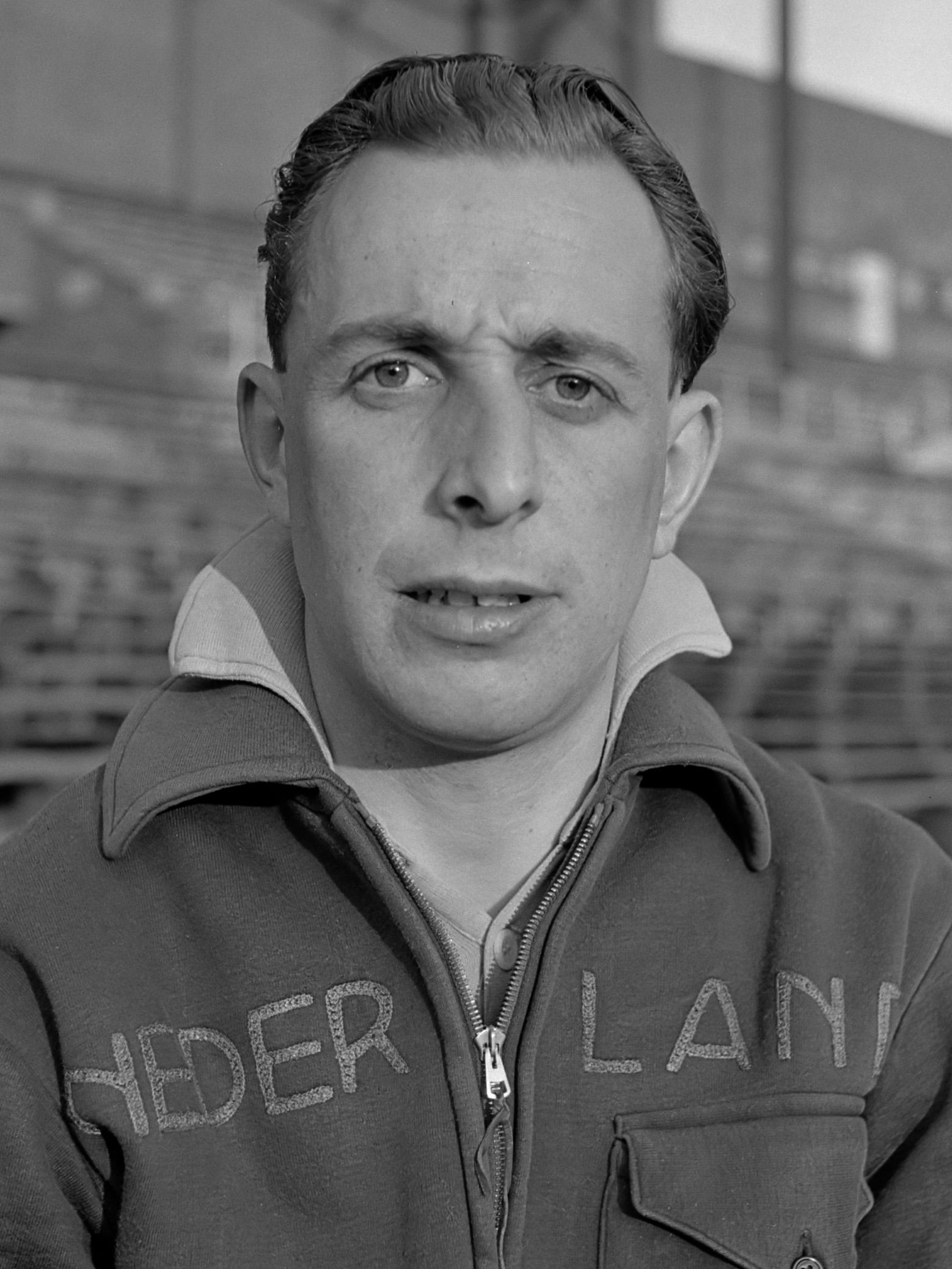
Joop Odenthal, 1951

Johannes Bernardus „Joop“ Odenthal (* 13. März 1924 in Haarlem; † 19. Januar 2005 in Neede) war ein niederländischer Baseball- und Fußballspieler. 

## Werdegang
Der gebürtige Haarlemer spielte in seiner Heimatstadt in den 1940er Jahren beim FC EDO sowohl in der Fußball- wie ab 1946 in der Baseballmannschaft. Mit den Baseballern spielte er in der höchsten Spielklasse und wurde 1948 und 1949 zweimal, jeweils gegen Belgien, in die Nationalmannschaft berufen.
Seinen Wechsel zum Lokalrivalen und Fußballmeister von 1946 HFC im Jahre 1949 nahmen ihm zwar viele EDO-Anhänger übel, er brachte ihm aber größere Fußball-Erfolge ein. Auch die Auswahlkommission des KNVB wurde nun auf den Abwehrspieler aufmerksam. Am 15. April 1951 stand er beim Länderspiel gegen Belgien erstmals im niederländischen Kader, saß aber zunächst nur auf der Bank. Nachdem Oranje gegen Norwegen im Juni 1951 2:3 verloren hatte, schickte Bondscoach Jaap van der Leck im nächsten Spiel am 27. Oktober 1951 gegen Finnland drei Debütanten in der Abwehr auf den Platz; neben Odenthal waren dies Piet Bakers und Bram Wiertz. Das Spiel endete 4:4, und im nächsten Match gegen Belgien kassierte die Abwehr beim 6:7 gleich sieben Gegentreffer; dennoch sicherte Odenthal sich einen Stammplatz im Kader und stand auch im niederländischen Team, das bei den Olympischen Spielen 1952 in Turku gegen Brasilien 1:5 verlor. Bis Oktober 1954 kam er in drei Jahren zu zwölf Einsätzen im Oranjetrikot. Ende 1954 wechselte er zum SC Enschede, wo er gemeinsam mit der friesischen Fußballlegende Abe Lenstra spielte. Für den Sportclub kam Odenthal am 10. Mai 1956 noch einmal unter Bondscoach Max Merkel zu einem Einsatz in der Elftal; sein dreizehntes Länderspiel gegen Irland – eine 1:4-Niederlage in Rotterdam – war allerdings auch sein letztes. Er spielte weiters noch für Tubantia und wurde nach seiner aktiven Laufbahn Fußball- und Baseballtrainer beim Hengeloer Verein Achilles ’12. 
Odenthal war einer von drei Spielern, die sowohl in der Baseball- als auch in der Fußballauswahl der Niederlande eingesetzt wurden. Neben ihm waren dies Henk Schijvenaar und Cor Wilders.